# Palabra Clave (La Plata)

Palabra Clave (La Plata) (ISSN 1853-9912) es una revista científica de acceso abierto, que se publica en soporte electrónico a través de la web semestralmente (octubre y abril). Es editada por el Departamento de Bibliotecología de la Facultad de Humanidades y Ciencias de la Educación (FaHCE) de la Universidad Nacional de La Plata (La Plata, Argentina). 
El propósito de la revista es ofrecer un medio de comunicación especializado que contribuya al desarrollo de la Bibliotecología y la Ciencia de la Información (BCI), mediante la publicación de trabajos académicos de alta calidad y rigurosidad. Está dirigida a investigadores, docentes, directivos, funcionarios, profesionales y estudiantes de la BCI, en particular –pero no exclusivamente- del área iberoamericana.
Palabra Clave (La Plata) cubre todos los temas que hacen a la BCI, en un sentido amplio e interdisciplinario, con un enfoque científico, tecnológico, histórico o profesional. Publica artículos de investigación originales e inéditos, notas breves de investigación, estudios de caso, ensayos y artículos de revisión o estado del arte, en español, portugués e inglés. Estos aportes son sometidos a la evaluación de al menos dos especialistas, a través de una revisión doble ciego que permite mantener el anonimato tanto de los autores como de los evaluadores. También se publican reseñas críticas y entrevistas por invitación, así como noticias de interés académico.

## Historia
Los dos primeros números de la revista fueron números especiales. En el primero, en el año 2002, se publicaron las Actas de las Jornadas conmemorativas del 50vo. aniversario de la Carrera de Bibliotecología, cuyo lema fue "La bibliotecología en los umbrales del siglo XXI", realizadas en La Plata entre el 13 y el 17 de septiembre de 1999. En el segundo, en tanto, editado en 2006, se transcribieron los trabajos presentados en las Primeras Jornadas platenses de bibliotecología, bajo el lema "El quehacer de las bibliotecas y el impacto tecnológico", realizadas en La Plata entre el 8 y el 10 de septiembre de 2003. 
En agosto de 2010, se tomó la decisión de reactivar la publicación de manera regular. La revista adopta entonces el formato electrónico, la periodicidad semestral y la filosofía de acceso abierto. En Sherpa/ROMEO  la revista está clasificada como azul por las políticas de autoarchivo que permite.
En diciembre de 2012, se inaugura el Portal de revistas de la FaHCE en el cual está incluida la revista. A partir de entonces la revista comienza a gestionarse con el software Open Jounal System (OJS). 
En agosto de 2014, pasa a integrar el Núcleo Básico de Revistas Científicas Argentinas. En marzo de 2015 se indiza en SciELO y el texto de los artículos puede consultarse desde este portal a texto completo.